# 평양의학대학병원
평양의학대학병원(平壌医科大学病院)은 조선민주주의인민공화국 평양시에 위치한 대학병원으로, 평양의학대학의 부속병원이다.